# OR10Z1
OR10Z1 (англ. Olfactory receptor family 10 subfamily Z member 1) – білок, який кодується однойменним геном, розташованим у людей на короткому плечі 1-ї хромосоми.  Довжина поліпептидного ланцюга білка становить 313 амінокислот, а молекулярна маса — 34 609.
| 10         |  | 20         |  | 30         |  | 40         |  | 50         |
| ---------- |  | ---------- |  | ---------- |  | ---------- |  | ---------- |
| MGQTNVTSWR |  | DFVFLGFSSS |  | GELQLLLFAL |  | FLSLYLVTLT |  | SNVFIIIAIR |
| LDSHLHTPMY |  | LFLSFLSFSE |  | TCYTLGIIPR |  | MLSGLAGGDQ |  | AISYVGCAAQ |
| MFFSASWACT |  | NCFLLAAMGF |  | DRYVAICAPL |  | HYASHMNPTL |  | CAQLVITSFL |
| TGYLFGLGMT |  | LVIFHLSFCS |  | SHEIQHFFCD |  | TPPVLSLACG |  | DTGPSELRIF |
| ILSLLVLLVS |  | FFFITISYAY |  | ILAAILRIPS |  | AEGQKKAFST |  | CASHLTVVII |
| HYGCASFVYL |  | RPKASYSLER |  | DQLIAMTYTV |  | VTPLLNPIVY |  | SLRNRAIQTA |
| LRNAFRGRLL |  | GKG        |  |            |  |            |  |            |

A: Аланін

C: Цистеїн

D: Аспарагінова кислота

E: Глутамінова кислота

F: Фенілаланін

G: Гліцин

H: Гістидин

I: Ізолейцин

K: Лізин

L: Лейцин

M: Метіонін

N: Аспарагін

P: Пролін

Q: Глутамін

R: Аргінін

S: Серин

T: Треонін

V: Валін

W: Триптофан

Кодований геном білок за функціями належить до рецепторів, g-білокспряжених рецепторів, білків внутрішньоклітинного сигналінгу. 
Задіяний у такому біологічному процесі як поліморфізм. 
Локалізований у клітинній мембрані, мембрані.